# Wildlife on One
Wildlife on One est une série documentaire animalière britannique, diffusée du 6 janvier 1977 au 17 février 2005 sur BBC One. La série fut pendant près de trente ans, l'émission phare au Royaume-Uni. Un certain nombre de ces documentaires ont été diffusés en France à partir de 1996 sur La Cinquième dans le cadre du programme Le Monde des animaux.

## Épisodes

### 1996
- Envols d'oiseaux
- La chauve-souris intelligente
- Un univers de corail
- Le sanglier, roi des forêts
- Papillon, la belle ou la bête
- La salamandre, reine de l'adaptation

### 1997
- Drôles de zèbres
- Suivons le rat
- Pour élever un rhinocéros
- Les oreilles dans le désert
- Les oiseaux du tonnerre
- L'été des termites

### 1998
- Des invités indésirables
- La vie secrète du serval
- Les martres des pins, lutins de la forêt
- Danse avec les dauphins
- Les suricates
- Les makis couronnés
- Au pays des lemmings
- Les mangoustes rayées
- Maîtres corbeaux
- Blanc comme loup
- Les mustangs
- Faut-il pleurer l'éléphant d'Asie ?

### 2000
- Le petit frère de l'éléphant
- Les chiens sauvages de l'Inde
- Les aras du Pérou
- Les phacochères
- La cité des chats sauvages
- Les gibbons
- La délinquance des ours
- Vivre en bande
- Les géladas
- Les campagnols

### 2001
- Le rocher aux singes
- Pélicans, le grand saut
- Opération bousier
- L'hypersensibilité des requins
- Dingos, les hors-la-loi du bush

## Fiche technique
- Auteur : Sara Ford
- Narrateur : Pierre Junières (version originale : David Attenborough)
- Adaptation française : Audiophase ; Michelle Maigné-Tunnicliffe, Céline Coussedière
- Année de production : 1977-2005
- Sociétés de production : BBC, Animal Planet